# ローヤル館
ローヤル館（ローヤルかん）は、1916年（大正5年）10月1日から、1918年（大正7年）2月25日まで、ジョヴァンニ・ヴィットーリオ・ローシーが主宰してオペラ、オペレッタを興行した、東京市赤坂見附にあった小規模な歌劇場。赤坂ローヤル館とも称され、歌劇団としてはオペラコミック・ローヤル館とも呼ばれる。

## 概要
オペラ、オペレッタの上演に取り組んでいた初期の帝国劇場で、1912年8月から指導にあたっていたローシーは、帝劇歌劇部が1916年5月に解散された後、私財を投じてオペラ興行を継続しようとした。
赤坂見附近くの映画館「萬歳館」を買い入れて、定員500名の小規模な歌劇場に改装した。客席は1等から3等があり、さらに4人が入れるボックス席も設けられていた。料金は当時としては相当の高額に設定されており、初公演の『天国と地獄』では、ボックス席16円、1等3円、2等2円、3等1円であった。1等席の背後には、バーも設けられていた。また、観客には礼服の着用が求められるという上流指向の経営方針が採られた。
旗揚げの時点で俳優は30人で、その半数ほどが女優であったとされる。その中には帝劇オペラ出身の清水金太郎・静子夫妻や原信子らがおり、さらにオーケストラが14人で編成されていた。田谷力三など新たに参加する役者があった一方で、後期になるとローシーとの対立から原信子や清水夫妻が退団して去り、浅草オペラに転じるという事態になった。
1916年9月25日に、報道関係者など50人あまりを招いて舞台開きをした後、10月1日からオッフェンバックの『天国と地獄』の興行を始め、初期には、スッペの『ボッカチオ (Boccaccio)』、『コルヌヴィルの鐘 (Les cloches de Corneville)』などオペレッタをおもに日本語で上演したが、1917年10月にイタリア語原語で公演したマスカーニの『カヴァレリア・ルスティカーナ』以降は本格的オペラにも取り組み、ロッシーニの『セビリアの理髪師』なども上演した。しかし興行的には振るわず、1918年2月のヴェルディの『椿姫』を最後に活動を終えた。

## ローシー後のローヤル館
ローシーは、ローヤル館を手放した後、1918年3月21日にアメリカ合衆国へ向かい離日した。
その後、ローヤル館では、姫路興行部による原信子一座の『ボッカチオ』などの公演が行われたりもしたが、もっぱら映画の上映が行われた。